# Nomisma

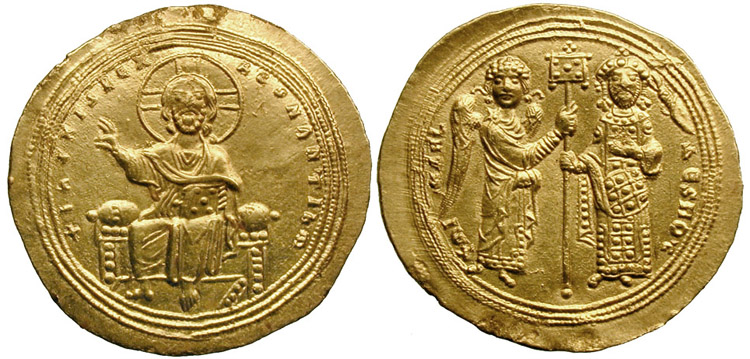
Nomisma de Michel V.

Le nomisma (pluriel : nomismata) est une monnaie d'or, héritière du solidus romain et frappée dans l'empire byzantin jusqu'à la réforme monétaire d'Alexis Ier Comnène en 1092. C'est la plus forte dénomination monétaire de l'empire. Le terme solidus est d’ailleurs toujours d’usage très courant sous la dynastie des Paléologues. Le nomisma englobe le tétartéron, apparu sous Nicéphore II Phocas, jusqu’au XIe siècle, ainsi que l’histaménon, pièce dont la valeur est moindre.
Le terme Nomisma provient du grec ancien (νόμισμα, signifiant « devise »). Son nom est à l'origine des mots « numismate » et « numismatique ».

## L'origine duNomisma
Le nomisma, de son existence millénaire, est l’une des monnaies les plus durables de l’histoire, mais aussi prestigieuse en raison de sa pureté relativement constante. Tout au long de sa longue histoire, la monnaie byzantine comporte plusieurs dénominations hiérarchisées par le métal avec lequel la pièce est frappée (cuivre, argent, or). Il s’agit d’une continuité vis-à-vis du monnayage romain, constitué de plusieurs dénominations : le denier, le Sesterce, l’as et bien d’autres. À cette époque, on appelle la monnaie « solidus », et ce nom persiste jusqu’à l’époque byzantine. Lorsque Romulus Augustule est déposé en 476, le solidus est toujours d’usage et commence à être imité par les rois des royaumes barbares, jusqu’aux conquêtes de l’Afrique du Nord et le l’Italie par Justinien. À ce moment, au VIe siècle, la frappe monétaire reprend dans les ateliers de Carthage et de Syracuse. Graduellement, de nouvelles pièces en argent apparaissent afin de servir d’intermédiaire au nomisma d’or ; en 721 est créé le miliarésion, qui ressemble au dirham arabe. Il existe officiellement, à compter du XIIe siècle, le nomisma dit Trachy Aspron (blanc). Il s’agit d’une monnaie d’électrum, un alliage entre l’or et l’argent. Parmi les monnaies de l’empire figurent aussi les michaélates.

## Vérification de la valeur monétaire à Constantinople
Les corporations byzantines étaient soumises à une étroite réglementation par le préfet du prétoire de Constantinople, les restrictions étant compilées dans le Livre de l’éparque. La corporation des banquiers, est dans le livre désignée par les termes “trapézitai” ou “katallaktai”. Ces derniers utilisent leur table (trapéza), et des balances, afin de peser les monnaies et s’assurer de leur pureté. Nous pouvons aussi les désigner par le nom de “changeurs”. Ils avaient entre autres la fonction d’établir la valeur des pièces de monnaie. Dans le livre de l’éparque, une restriction oblige les argentiers d’installer leur boutiques sur la Mèsè, principale route à Constantinople, où se trouvaient les changeurs prêts à exercés leur métier. Ce fait est confirmé par le récit de la visite à Constantinople du Sultan Seldjuk, Kilitz Arslan II, en 1162. Lors de son séjour dans la capitale byzantine, il lui était impossible de sortir sur la Mèse, où il était harcelé par les “changeurs de monnaie du marché”. Des passages du Livre de l’Éparque témoignent de la rigueur attendu par ces “trapézitai” et “katallaktai”, aussi appelés changeurs:«Les changeurs (katallaktai) doivent dénoncer à l'éparque les changeurs à la sauvette (sakkoularioi) qui stationnent sur les places et dans les rues, afin d'éviter qu'ils fassent rien contre les convenances ; s'ils en ont connaissance et ne les dénoncent pas, ils subiront ladite peine.» Ou encore: «Le changeur qui accepte un faux nomisma ou miliarèsion, s'il ne le dénonce pas à l'éparque en même temps que son possesseur, sera battu, rasé et exilé.» Des indices importants permettent de voir l’authenticité ainsi que la pureté des pièces. Le poids est à priori exact et stable, les changeurs pèsent donc régulièrement les pièces avant de vérifier qu’elles soient authentiques. La couleur de la monnaie permet aussi de vérifier sa pureté, une pièce moins pure va être plus blanche ou jaunâtre. C’est le cas du trachy aspron, pièce d'électrum apparue vers le XIIe siècle. Sa composition d’or et d’argent lui donne une couleur plus pâle. Il y a d’autres signes qui permettent d’identifier l’authenticité d’une pièce de monnaie, comme la marque impériale qui atteste de sa valeur.

### Falsification des pièces
Lors de périodes marquées par les crises économiques et les besoins de faire des économies immédiates, certains empereur prennent la décision de falsifier des pièces de monnaies. C’est le cas entre autres de Michel Paléologue, dans la seconde moitié du XIIIe siècle, qui a « [...] abaissé d’un carat le titre légal, de façon que la monnaie ne contenait plus que quinze carats d’or fin sur vingt-quatre.[...].»

## La pureté constante des pièces suivi des dévaluations dunomisma, milieuXe–XIesiècle

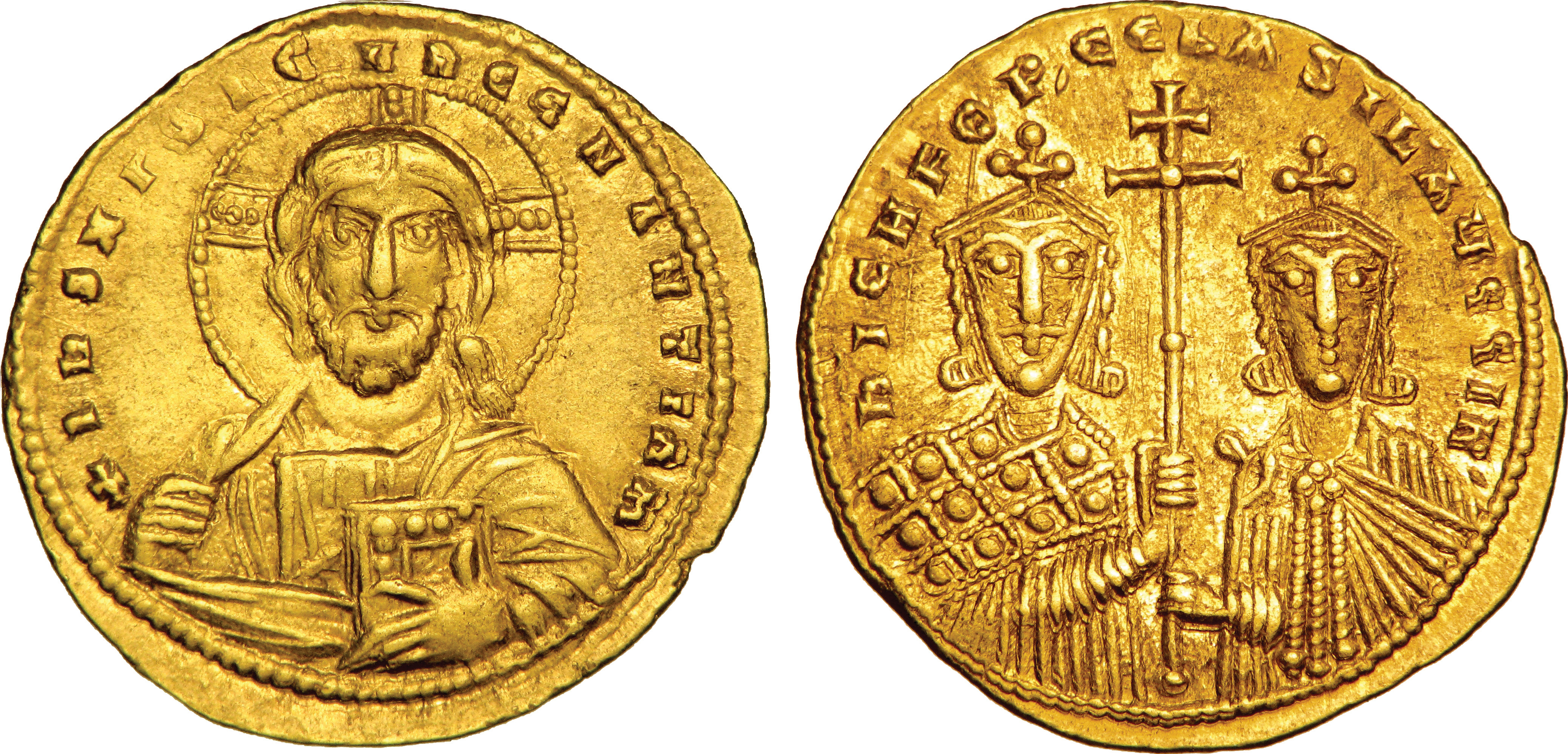
Histamenon nomisma en or sous Nicéphore II Phocas

Le solidus, créer par Constantin en 312, ancêtre du histaménon et du tétartéron, conserve jusqu’au Xe siècle une pureté et un poids sensiblement stable (±99% d’or, 1/72 de livre) 
Depuis Valentinien (r. 364-375), le taux d’argent dans la pièce ne dépasse que légèrement 1 %, et ce jusqu’au règne de Justin Ier (r.518-527). Le siècle et demi de pureté très stable permet à l’empire de consolider la réputation de sa monnaie. Certaines baisses de pureté passent donc inaperçu. Le taux d'impureté augmente quelque peu sous Justinien Ier (r.527 à 565); il passe à environ 1,4 %. Cette légère augmentation peut être expliquée par l'expansion territoriale qui a lieu pendant son règne, le coût des dépenses militaires ayant grandement augmenté pour financer les armées de ses deux généraux Bélisaire et Narsès. Cette période est aussi précédé du désastre économique et militaire de l’empereur Léon Ier. Ce dernier finance une flotte byzantine qu’il prévoit envoyer à Carthage afin de récupérer la province; il dépense 103 000 livres d’or (les revenus annuels de l’empire d’Orient s’élèvent pour cette époque à 108 000 livres d’or). La campagne s’avère être un désastre et le déficit est contrôlé finalement par l’empereur Anastase Ier. On peut avancer l’hypothèse que la baisse de pureté dans la frappe de monnaie est délibérée et a pour objectif de faire des économies.
La première réforme monétaire touchant le nomisma a lieu sous Nicéphore Phocas (963-969) : le poids de la pièce passe de 4,5 grammes d'or à 4,13 grammes, le module de 20  à   18,5 millimètres. La nouvelle pièce est dite nomisma tétartéron. L'ancien nomisma (4,5 grammes) prend alors le nom de nomisma histaménon, tandis que sa forme est désormais concave, de façon à le différencier de la nouvelle pièce. La raison de la réforme monétaire est débattue : peut-être s'agit-il de commercer plus facilement avec les Arabes, dont le dinar a un poids proche ; selon l'historienne Cécile Morrisson, la création d'une pièce de plus faible valeur est le signe d'une expansion des échanges commerciaux : la pièce est ainsi plus facilement échangeable. En créant le tétartéron, Nicéphore II Phokas tente vraisemblablement de faire des économies qui lui seraient bénéfiques et lui donnerait la possibilité de mieux financer ses armées, selon l’hypothèse de l’historienne Cécile Morrisson. En effet, l’apparition du tétartéron se fait dans un contexte d’activité militaire bien présent. En 960 a lieu la reconquête de la Crête, celle de Chypre en 965, la reprise de la Cilicie puis la présence à Antioche en 969, en plus de la victoire sous les Hamdanides d’Alep.
Sous le règne de Basile II, une économie florissante et une croissance territoriale importante permet à Byzance d’amorcer le XIe siècle de manière prospère. Entre le règne de Nicéphore II Phokas et celui de Basile II, le gouvernement impérial ne procède pas à une dévaluation de sa monnaie.
La valeur du nomisma est ensuite constante jusqu’à Constantin IX Monomaque (1042-1055). Pendant ce règne, le titre de l'histaménon passe de 93 % à 81 % et celui du tétartéron de 93 % à 72 %, ce qui correspond à une dévaluation de 1 % par an pendant le règne de Constantin IX. La raison en est là encore débattue. Selon le chroniqueur contemporain Michel Psellos, l'origine de la dévaluation est la mauvaise gestion du trésor impérial par Constantin. Mais selon les historiens contemporains, il s'agirait plutôt d'une dévaluation d'expansion : accroître la masse monétaire pour répondre aux besoins de l'État.

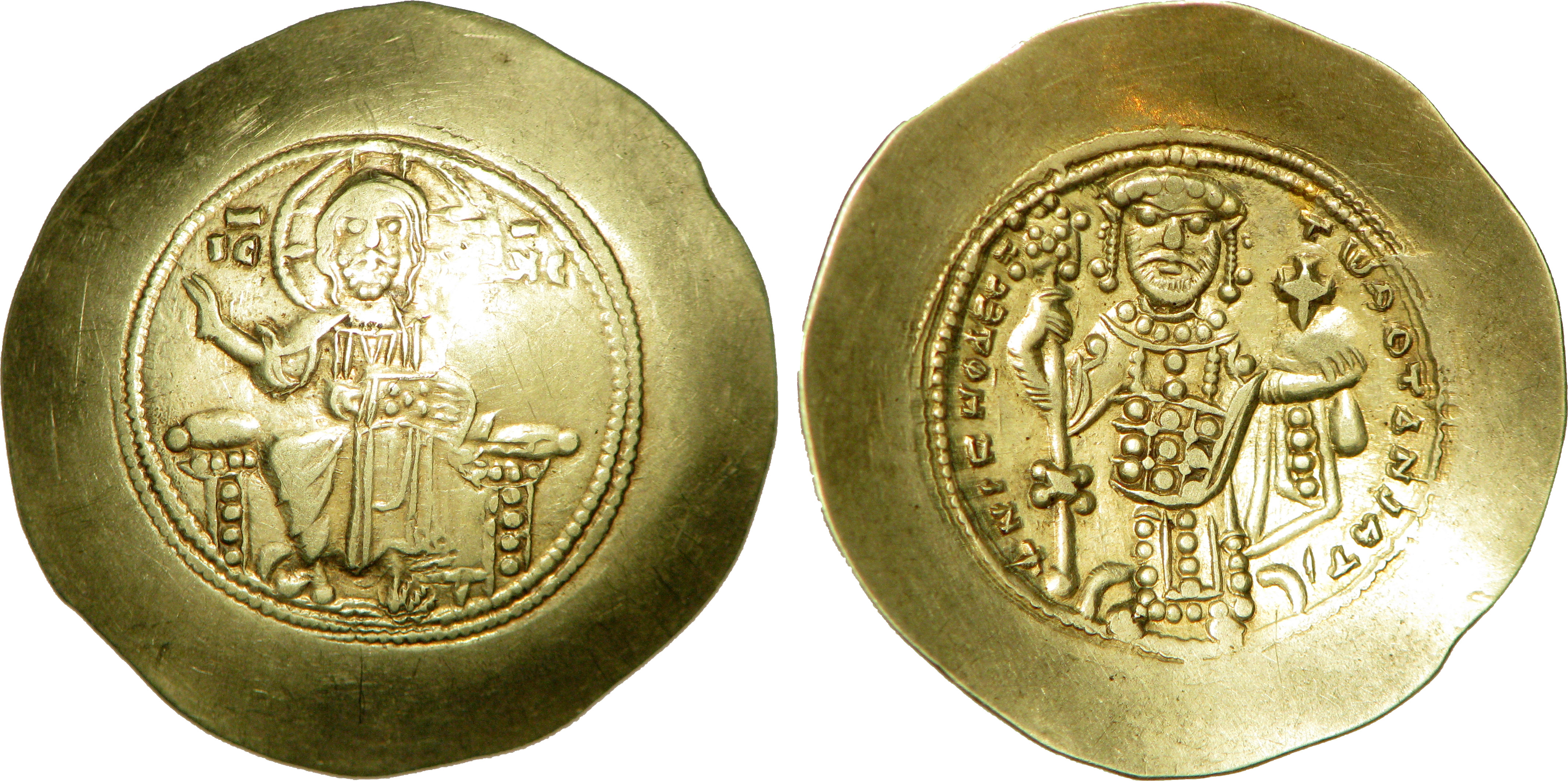
Histamenon nomisma sous Nicéphore III Botaniatès

Un second épisode de forte dévaluation a lieu sous Romain IV Diogène (1067-1071) et Nicéphore III Botaniatès (1078-1081) : la pièce contient tellement peu d'or qu'elle devient blanche. Mais cette fois, il s'agit d'une dévaluation imposée par un contexte difficile : une grande partie de l'Asie mineure est perdue, les pillages des Turcs et des Normands ont incité les Byzantins à enfouir leurs trésors, tandis que l'État doit trouver de quoi payer mercenaires et tributs. Comme en témoignent les chroniqueurs Nicéphore Bryennios et Anne Comnène, les caisses de l'État sont vides, d'où la nécessité de réduire le pourcentage d'or dans les pièces afin d'en frapper davantage.

## Le nomisma dans la réforme monétaire d'AlexisIerComnène
Après 1092, le système monétaire byzantin est totalement refondu et le nomisma est remplacé par une autre pièce d'or, l'hyperpère (4,48 grammes). Mais le terme de « nomisma » est parfois toujours employé pour désigner cette nouvelle monnaie d'or. Alexis Comnène fait paraître, entre 1106 et 1109, quatre rescrits, dans l’objectif de fixer un taux d’équivalence entre le nomisma et les autres monnaies subdivisées.

## Évolution de la géométrie de la monnaie frappée dans les ateliers de Constantinople
Entre 500 et 1150, il est possible de voir la monnaie prendre différentes formes géométriques, bien qu’elle soit frappée du même métal. Il est commun de voir des pièces issues de la même époque être différentes en raison de la manière dont les pièces étaient “manufacturés”. Le métal encore chaud était frappé au marteau par un ouvrier, et le “moule” dans lequel était placé le métal comportait les deux faces de la pièce. Plus il y avait de pièces frappées, plus la qualité était réduite. Le visage de l’empereur qui servait de modèle serait donc relativement différend entre la première frappe et la millième. Sous le règne de Basile II (r.960-1025), le module de la pièce à dorénavant une moyenne de 24mm, comparativement aux 21-22mm habituels lors des deux règnes précédents. Sous Constantin IX (r.1042-1055), l’histaménon prend une forme concave.Philip Grierson émet l’hypothèse que l’évolution des formes permettrait de différencier plus facilement l’histaménon du tétartéron. Cependant, une seconde hypothèse avancée suggère que le changement de forme ne serait pas un choix et résulterait plutôt du manque d'efficacité de la direction des ateliers de monnayage face au problème de constance dans la production des pièces: le métal, frappé avec trop de vélocité par le marteau s’écoule et diffère de la forme souhaitée. Il demeure que la valeur des pièces frappées à Constantinople reste considérablement plus stables que les pièces produites en occident, qui sont presque différentes dans chaque royaume. Cela permet de garantir au nomisma sa prépondérance, à l’image du dollar Américain d’aujourd’hui.

### Ateliers de Syracuse et de Carthage
La monnaie n’était pas seulement frappée à l’intérieur des murs de Constantinople; d’autres ateliers tels que ceux de Syracuse et de Carthage assurent la production des pièces jusqu’à la perte définitive de ces territoires. Bien que les pièces, d’un même poids, soient frappées avec la même technique, le résultat est que les formes sont différentes. Dans l’atelier de Carthage, les pièces produites sont plus épaisses et les reliefs des faces sont moins volumineux. Pour ce qui est de la monnaie frappée dans l’atelier de Syracuse, elle est beaucoup plus dure que celle produite à Constantinople, toujours avec le même alliage. Au début du VIIIe siècle, on observe un dévaluation dans la pureté de la pièce, qui chute de 93% d’or à 67%; on ajoute de l’argent afin de compenser. Ensuite, il y a une stabilisation de la pureté entre 80% et 85% jusqu’au début du IXe siècle avant de chuter plus bas lorsque Michel III (r.842-867) et Basile Ier (r.867-886)sont successivement empereurs. Le titre est alors composé de seulement 27% d’or, cette fois avec addition de cuivre.

## Outil de propagande

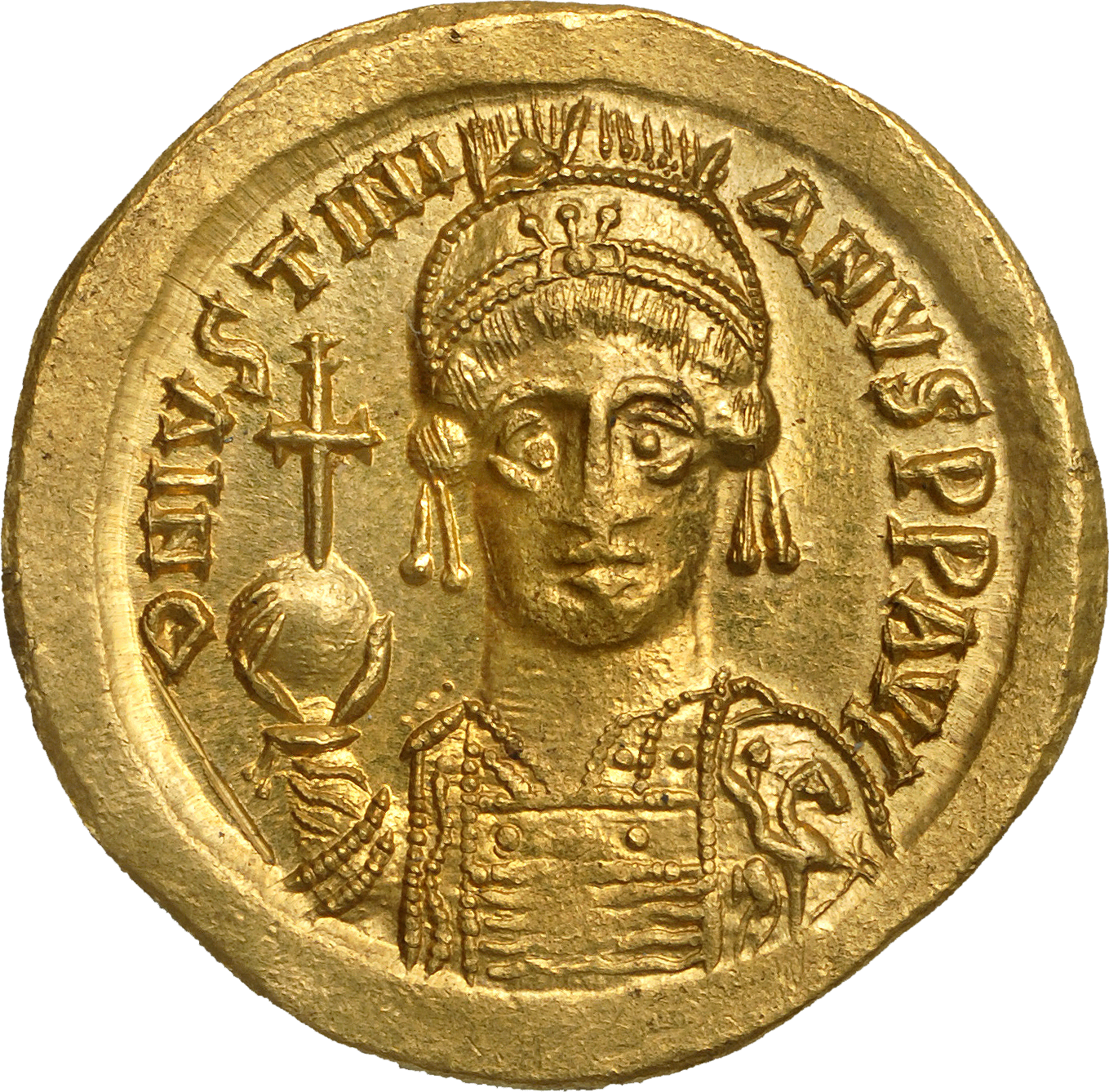
Justinien tenant le "Globus Cruciger"

Le nomisma, comme toute autre monnaie frappé par les byzantins, à toujours joué un rôle propagandiste dans la manière de représenter l’empereur. Les images et portraits que l’on retrouvait sur les pièces étaient commandités et approuvé par l’empereur lui-même, dans le but de commémorer un exploit, de flatter sa personne ou bien de le comparer au Christ et à la Théotokos. L’empereur était bien à l’affut de la prépondérance de sa monnaie, et que cette dernière voyagerait bien en dehors des frontières de l’empire. Des pièces représentant le Christ font leur apparition vers le VIIe siècle, en même temps qu’à lieu l'expansion arabe; cette représentation peut-être perçue comme une défiance à l’iconoclasme musulman. De plus, à titre de propagande, des pièces de Justinien le montre tenant le “globus cruciger”.Le message véhiculé est clair: il est l’empereur du monde, représentant de Dieu sur terre.

## Circulation de la monnaie byzantine
La frappe des pièces, assurée par le gouvernement impérial et produite dans les ateliers de ce dernier, à des conséquences positives sur l’économie et la valeur du nomisma. Il est plus facile de rencontrer les standards impériaux. Entre le VIe et le VIIIe siècle, la diffusion de la monnaie byzantine s’étend sur un énorme territoire, allant du Caucase jusqu’aux alpes, en raison des multiples échanges commerciaux, des liens religieux que l’empire entretenait avec différents royaumes barbares, du déplacement des voyageurs, mais aussi de par la réputation du nomisma. La pureté du nomisma sera, sauf à quelques exceptions, respectée jusqu’au XIIIe siècle, ce qui assure la prépondérance de cette monnaie, et facilite le commerce. De plus, la pureté relativement constante des pièces permet de garder la même valeur année après année. En opposition, les monnaies frappées en occident ne sont pas standardisées et voient leur valeur fluctuer sans arrêt. Le nomisma est donc dominant dans le bassin méditéranéen et est utilisé comme valeur sûr dans le commerce. De plus, Constantinople favorise la perception des impôts en pièce de monnaie, ce qui est bénéfique pour la circulation de l’argent et l’économie. Bien que la monnaie soit utilisée hors de l’empire byzantin pour la plupart de son existence, les pièces retrouvées en Hongrie et en Roumanie semblent plus rares pour la période suivant la prise de Constantinople par les croisés en 1204. Toutefois, dès la prise de la ville, le circulation des pièces byzantines ne s'arrêta pas instantanément. L’occupation de Constantinople par l’empire Latin marqua initialement un essors pour la monnaie byzantine, qui était d’usage par les marchands issus de la république de Venise et de Gênes. Un passage de l’ouvrage «Crise monétaire et crise économique à Byzance du XIIIe au XVe siècle» de l’historien Dionysios A. Zakythénos illustre bien la réduction majeure observée dans la circulation du nomisma byzantin vers la fin de l’empire: «A mesure que nous avançons vers la fin, nous constatons que les monnaies d’or deviennent de plus en plus rares. Constatation d’une importance capitale: elle nous montre que, vers la fin de sa longue vie, Byzance s’acheminait vers un monométallisme-argent [...].»

## Concurrence monétaire
Lors de sa création, sous Constantin Ier, et jusqu’au XIIIe siècle, la monnaie romaine n’a pas réellement de concurrence, en raison de sa pureté relativement stable et de l’absence de royaume pouvant vraiment tenir tête à Constantinople. Cependant, à compter de la deuxième moitié du XIIIe siècle, la prépondérance monétaire byzantine, dont le système est utilisé par les latins, voit apparaître de la compétition en occident méditerranéen. L’émergence de nouvelles monnaies fiables en occident, telles que les augustales, du Saint-Empire romain germanique, du florin de Florence ,du genovino de Gênes ou encore du ducat vénitien, viennent déstabiliser la diffusion et la prospérité des pièces byzantines.